# Hippokoon
Hippokoon ist ein antiker griechischer männlicher Personenname.

## Herkunft und Bedeutung
Hippokoon kommt vom Griechischen Ἱπποκόων, er bedeutet der Pferdekenner.

## Varianten
- Schreibvariante: Hippokoön

- Latein: Hippocoon

## Bekannte Namensträger
- ein König von Sparta, siehe Hippokoon (König von Sparta)
- ein thrakischer Kämpfer im Trojanischen Krieg, siehe Hippokoon (Sohn des Hyrtakos)
- der Vater des Neleus, siehe Hippokoon (Vater des Neleus)
- der Vater der Zeuxippe, siehe Hippokoon (Vater der Zeuxippe)